# Mordnacht in Manhattan
Mordnacht in Manhattan ist der zweite Film der Jerry-Cotton-Serie in den 60er Jahren.

## Handlung
Die Hundert Dollar Bande um Alec Korsky erpresst in New York City von kleinen Geschäftsleuten regelmäßig 100 Dollar. Pizzeriabesitzer Giuseppe kann nicht bezahlen und wird erschossen, ehe er die Polizei benachrichtigen kann. Einziger Augenzeuge des Mordes ist Billy, dessen Großvater ebenfalls von der Bande erpresst wird.
Nach einem missglückten Mordanschlag auf Billy stellt Jerry Cotton mit Hilfe der Tankstellenbetreiberin Sophie Latimore der Bande eine Falle. Hierzu nimmt sein Partner Phil Decker den Platz der Tankstellenbetreiberin ein und wird schon bald von der Bande aufgesucht. Da Decker sich weigert, Schutzgeld zu zahlen, setzt die Bande die Tankstelle in Brand. Cotton und Decker verfolgen die Bande zu einem baufälligen Gebäude. Der Bande wird klar, dass Cotton das Gesicht des Geldeintreibers gesehen hat, und opfert diesen. Der Geldeintreiber wird von einer Bombe schwer verletzt und gibt kurz vor seinem Tod den Hinweis auf den Goldfish Club von Wilma de Loy. Die Bande will sich nun an der Tankstellenbetreiberin Sophie Latimore rächen, doch Cotton ahnt dies voraus. Der Tod von Sophie Latimore wird vorgetäuscht und die Bande wird im Goldfish Club größtenteils festgenommen.
Ein Anführer (Alec Korsky) kann entkommen, wird jedoch von Cotton bis zu einem Supermarkt verfolgt, wo Korsky zufällig auch den Jungen Billy trifft und ihn als Geisel zu seinem Boss Eriksen bringt. Während Cotton mit Eriksens Gehilfen beschäftigt ist und diese unschädlich macht, kann Eriksen mit Billy entkommen. Cotton verfolgt Eriksen bis zu einem Flugplatz. Dort kommt es zu einem Streit zwischen Eriksen und seiner Geliebten Wilma de Loy darüber, was mit dem kleinen Jungen passieren soll. Eriksen schießt Wilma an und will mit dem Jungen in einem Flugzeug fliehen und wird dabei von Wilma erschossen. Schließlich rettet Cotton Billy aus dem bereits gestarteten Flugzeug.

## Zum Film

Posterlogo

Die Dreharbeiten fanden 1965 bis zum September in Hamburg, München und New York City statt. Die Uraufführung erfolgte am 25. November 1965.

## Kritiken
„… Wobei der sympathische Held wieder handlungsmäßig mehr Logik als Faustarbeit ins Treffen führt und […] den Streifen für solidere Kriminalfilm-Liebhaber ganz spannend macht.“

„Wenig sorgfältig gefertigter, aber hinreichend spannender Polizeifilm.“

„Handwerklich leider ungenügend.“